# Neue Donau
Neue Donau – stacji metra w Wiedniu na Linia U6. Została otwarta 4 maja 1996. 
Znajduje się w 21. dzielnicy Wiednia, Floridsdorf. Nazwa stacji pochodzi od Nowego Dunaju, kanału wybudowanego w latach 1972-1988 w celach przeciwpowodziowych.